# Fricciusdenkmal

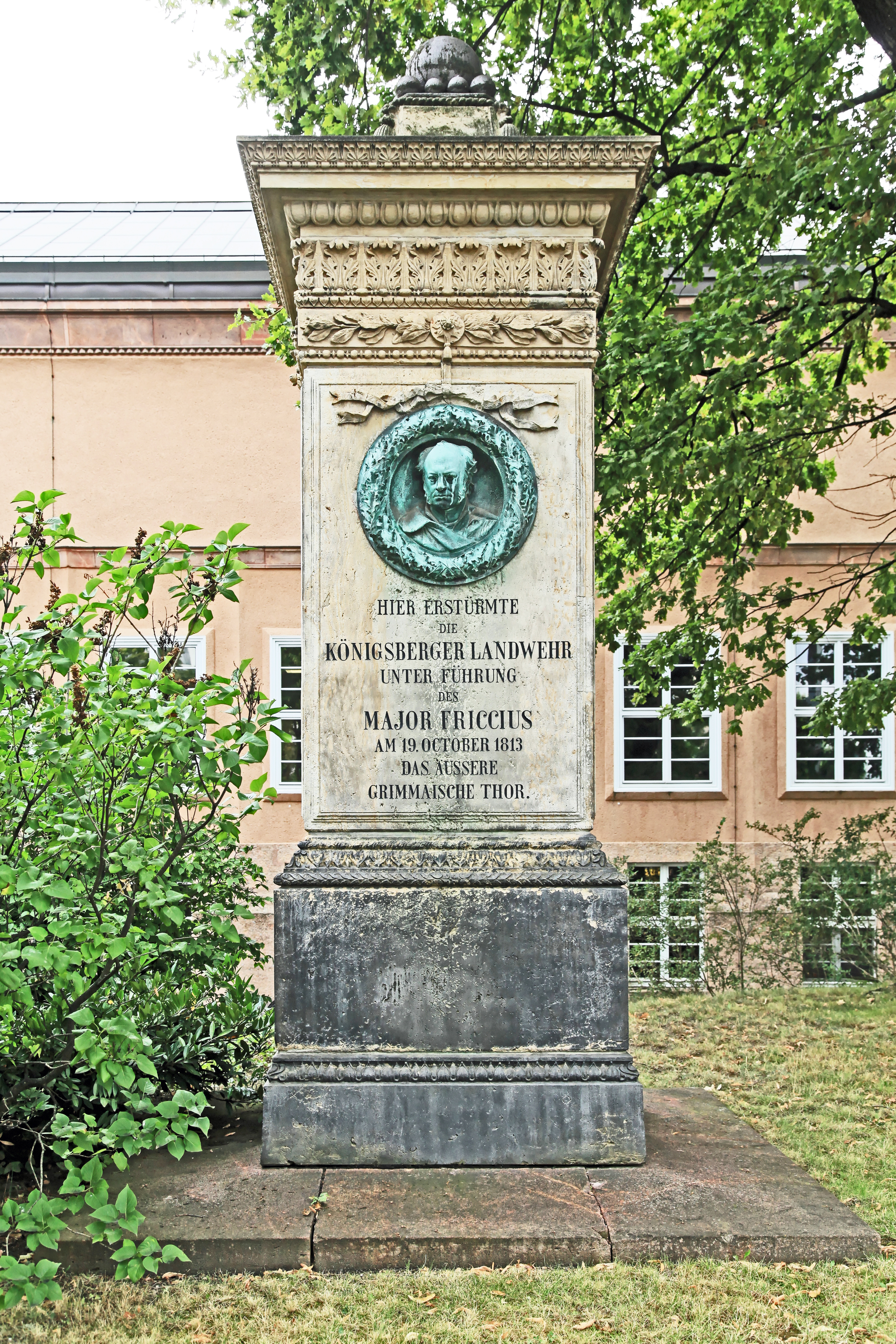
Fricciusdenkmal (2018)

Das Fricciusdenkmal in Leipzig erinnert an den preußischen Major Karl Friedrich Friccius (1779–1856), der als Kommandeur des 1. ostpreußischen Landwehr-Bataillons als einer der Ersten in der Leipziger Völkerschlacht am 19. Oktober 1813 das Äußere Grimmaische Tor erstürmte. Das Denkmal befindet sich auf einem Grünstreifen zwischen dem Täubchenweg und der Nordseite des Grassimuseums. Es steht unter Denkmalschutz,

## Beschreibung
Das Fricciusdenkmal ist ein übermannshohes Steinmonument mit quadratischem Querschnitt. Der Sockel besteht aus Rochlitzer Porphyr und der Denkmalskörper, den Friese mit klassizistischen Motiven zieren, aus Postelwitzer Sandstein. Den oberen Abschluss bildet ein quadratischer Eisenkörper mit einer kugelförmigen Mörsergranate, umgeben von vier zwölfpfündigen und acht dreipfündigen Kanonenkugeln.
Die Vorderseite zeigt in einem Bronzemedaillon das Porträt des Majors Friccius, umgeben von einem Eichenkranz, und darunter die Inschrift „Hier erstürmte die Königsberger Landwehr unter Führung des Major Friccius am 19. October 1813 das Äussere Grimmaische Thor“.

## Geschichte

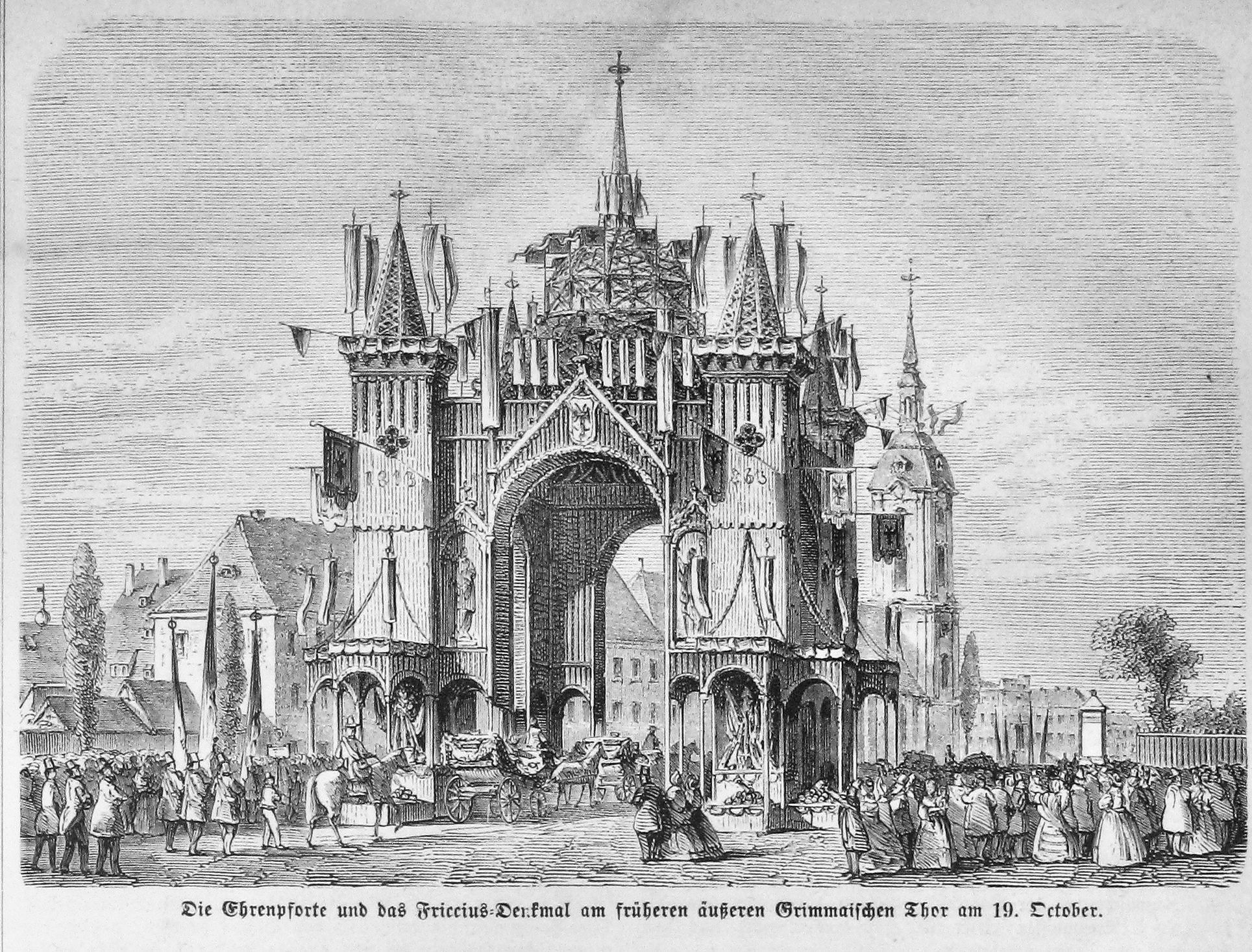
Ehrentor zur Einweihung des Fricciusdenkmals (rechts) an der Stelle des ehemaligen Äußeren Grimmaischen Tors (1863)

Der Verein zur Feier des 19. October organisierte zum 50. Jahrestag des Sieges in der Völkerschlacht verschiedene Gedenkveranstaltungen. Unter anderem wurde am Abzweig der Naunhofer von der heutigen Prager Straße der Grundstein für ein künftiges Völkerschlachtdenkmal gelegt. Von hier begab sich der Festzug zum ehemaligen Äußeren Grimmaischen Tor, wo zur Einweihung des Fricciusdenkmals ein Ehrentor errichtet worden war. Das Denkmal stand an der Einmündung der Salomonstraße in die Dresdner Straße.
Das vom Leipziger Architekten Gustav Müller (1827–1904) entworfene Denkmal war gestiftet von der Stadt Leipzig. 1865 stiftete die Stadt Berlin das Porträtmedaillon, das also zur Einweihung des Denkmals noch nicht vorhanden war. Es wurde geschaffen vom Berliner Bildhauer Hermann Schievelbein (1817–1867).
1927 musste das Denkmal umgesetzt werden, da die Bank für Handel und Gewerbe, auf deren Grund es stand, den Platz benötigte. Es kam auf die andere Straßenseite neben das 1926 geschaffene Grassimuseum. Diesem Umzug verdankt das Denkmal seine heutige Existenz, denn das Areal um den ehemaligen Standpunkt wurde im Zweiten Weltkrieg total zerstört.